# Мафалда Савойска (1902 – 1944)
Вижте пояснителната страница за други личности с името Мафалда Савойска.
Мафалда Мария Савойска, родена Мафалда Мария Елизабета Анна Романа Савойска (на италиански: Mafalda Maria Elisabetta Anna Romana di Savoia; * 19 ноември 1902, Рим, Кралство Италия; † 28 август 1944, концентрационен лагер Бухенвалд, Германска империя), е принцеса на Савоя, принцеса на Етиопия, принцеса на Албания и чрез брак титулярна ландграфиня на Хесен–Касел (1940 – 1944), сестра на българската царица Йоанна.

## Произход
Мафалда е второто дете на италианския крал Виктор Емануил III (* 1869, † 1947), от Савойската династия, и на черногорската принцеса Елена Петрович Негош (* 1873, † 1952). Нейни дядо и баба по бащина линия са кралят на Италия Умберто I и Маргарита Савойска, а по майчина – черногорският княз, а по-късно крал Никола I Петрович-Негош и княгиня Милена Вукотич. Тя е първа братовчедка на югославския крал Александър I Караджорджевич. Има един брат и три сестри:
- Йоланда Маргарита (* 1901, † 1986), принцеса, графиня на Берголо като съпруга на Джорджо Карло Калви ди Берголо, принцеса на Италия, принцеса на Албания
- Умберто II (* 1904, † 1983), принц на Пиемонт (1904 – 1946), последен крал на Италия (1946), съпруг на Мария-Жозе Белгийска
- Джована Елисавета, царица Йоанна (* 1907; † 2000), царица на българите (1930 – 1943) като съпруга на цар Борис III
- Мария Франческа (* 1914, † 2001), принцеса на Парма, Пиаченца и Гуастала като съпруга на принц Луи-Шарл Бурбон-Пармски, принцеса на Италия, принцеса на Етиопия, принцеса на Албания.

## Биография

### Детство и юношество
Мафалда, по прякор Мути, е с послушен характер. Наследява от майка си чувството за семейство, човешките ценности, страстта към музиката и изкуството. Детството си прекарва в семейна среда до майка си и сестрите си Джована, Йоланда и Мария Франческа, а ваканциите – в Сант Анна ди Валдиери, в Кралския замък в Ракониджи и в Сан Росоре (до Пиза) с цялото семейство. По време на Първата световна война със сестрите си следва майка си при честите ѝ посещения при войници и болници, като по този начин се включва в дейностите ѝ в грижи за войските.

### Брак
След първоначално неодобрение, също и поради религиозните различия (Мафалда е католичка), кралят дава съгласието си за брака ѝ с германския принц Филип, ландграф на Хесен-Касел, лутеран, син на ландграф Фридрих Карл фон Хесен-Касел, който за няколко месеца от 1918 г. е крал на Финландия и Карелия. Двамата сключват брак в Кралския замък в Ракониджи на 23 септември 1925 г. Като сватбен подарък получават месоядно растение и селска къща, разположена между Париоли (днес квартал на Рим) и Вила Савоя, на която двойката дава името Вила „Поликсена“ в памет на принцеса Поликсена Кристина фон Хесен-Ротенбург-Рейнфелс, втората съпруга на Карл Емануил III Савойски.
Това е периодът на възхода на фашизма в Италия, гледан със симпатия от Мафалда. За раждането на децата ѝ Адолф Хитлер я награждава с кръста за заслуги (както на всички майки с многобройно потомство). Въпреки че не признава благородническите титли, нацистката партия дава на съпруга ѝ Филип ранг в СС и различни служби. През юни 1933 г. по предложение на Хитлер той поема поста на губернатор на Провинция Хесен-Насау.
През септември 1943 г., след подписването на примирието със Съюзниците, германците организират разоръжаването на италианските войски. Пиетро Бадолио и кралят преместват столицата на юг. Мафалда, която заминава за София, за да помогне на сестра си Йоанна, чийто съпруг Борис III умира, не е уведомена за опасностите, може би от страх, че ще уведоми съпруга си, който е под заповедите на Фюрера. Тя научава за примирието, докато е в Румъния. Информирана е за това при пътуването си на връщане, на ЖП гарата в Синая, посред нощ, от румънската кралица Елена, която нарочно спира влака и се опитва да я накара да се откаже от връщането в Италия – съвет, който Мафалда не последва.

### Депортиране
След погребението на своя девер Борис III на 5 септември 1943 г. принцеса Мафалда решава да се върне в Рим, за да се присъедини към децата и семейството си независимо от рисковете. Въпреки че е дъщеря на краля на Италия и е много близка до семейството си, тя също е и преди всичко германска гражданка, германска принцеса, съпруга на германски офицер, следователно е сигурна, че германците ще я уважават. След Синая първата спирка е италианското посолство в Будапеща. На 11 септември, след като напуска влака, принцесата взима самолет за Бари, с билет купен от италиански дипломати, но самолетът спира в Пескара. Осем дни тя остава в Дворец „Масанджоли“ в Киети близо до Префектурата. С импровизирани средства на 22 септември 1943 г. успява да стигне до Рим точно навреме, за да види отново децата си, пазени във Ватикана от монсеньор Монтини (бъдещият папа Павел VI), с изключение на най-големия, Мориц, който вече е в Германия като баща си.
Сутринта на 23 септември Мафалда е внезапно извикана в германското командване в пълно спокойствие под предлог, че е пристигнало телефонно обаждане от съпруга ѝ от Касел в Германия. Всъщност това е капан: той вече е в концентрационния лагер Флосенбюрг. Въпреки че няма доказателства за действителна политическа измяна от страна на Филип фон Хесен-Касел, той е станал недолюбван от нацисткия режим, както като роднина на Савойците, свалили Бенито Мусолини, така и защото е смятан за съучастник в заговор срещу Хитлер. Мафалда незабавно е арестувана и качена на самолет за Мюнхен, след това е прехвърлена в Берлин и накрая е депортирана в концентрационния лагер Бухенвалд, където е затворена в барака №. 15 под псевдонима „Фон Вебер“. Забранено ѝ е да разкрива самоличността си. За подигравка нацистите я наричат „Фрау Абеба“.
В лагера тя се радва на особено уважение: заема барака в края му заедно с бивш социалдемократически министър и съпругата му; има същата храна като офицерите от СС, която е много по-обилна и по-качествена от тази на другите интернирани. Като нейна съквартирантка е назначена Мария Рунан, свидетелка на Йехова, депортирана по религиозни причини; тя е много важна фигура за принцесата, която на смъртния си одър моли часовника да ѝ бъде даден на Мария в знак на благодарност. „Като я поставиха до Мафалда, СС бяха сигурни, че като я разпитат, тя ще докладва всичко, което принцесата ѝ е доверила“.
Режимът, макар и привилегирован в сравнение с този на другите затворници, все пак е суров: животът в лагера и големите зимни студове я поставят на силни изпитания. Въпреки опита за секретност, прилаган от нацистите, се разпространява новината, че дъщерята на краля на Италия е в Бухенвалд. От свидетелствата научаваме, че италианските затворници са чували за затворената италианска принцеса и че италиански лекар, затворен там, ѝ е оказал помощ. Известно е също, че тя яде много малко и че когато може, се уверява, че малкото допълнителна храна, което получава, се раздава на онези, които имат най-голяма нужда от нея.

### Смърт
През август 1944 г. Съюзническите войски бомбардират концентрационния лагер; бараката, в която принцесата е затворена, е разрушена и тя получава тежки изгаряния и различни контузии по цялото тяло. След като е извадена от развалините, Мафалда е положена на стълба, за да бъде транспортирана до малката къща, използвана като лазарет. По пътя забеляза двама италианци със зашитото на якетата си „И“. Тя дава знак да се приближат с ненаранената си ръка и им казва: „Италианци, умирам, помнете ме не като принцеса, а като вашата италианска сестра“. Взета от депортираните Бруно Пратичело и Джовани Маркато, тя е хоспитализирана в лазарета на германците в концентрационния лагер, но без лечение състоянието ѝ се влошава. След четири дни мъки от раните ѝ започва гангрена и ръката ѝ е ампутирана. Операцията е много дълга. Още спяща, 41-годишната Мафалда е изоставена сама в стая, лишена от допълнителни грижи. Тя кърви до смърт, без да дойде в съзнание, в нощта на 28 август 1944 г.; изглежда, че малко преди смъртта си е казала на депортираните, които я спасяват:
| „ | Чувствам, че ще ми бъде трудно да се възстановя, вие сте млади, можете да го направите… Ако късметът някога ви помогне да се върнете, направете ми един хубав подарък… поздравете децата ми Мориц, Хайнрих, Ото и Елизабета. Поздравете от мен цяла Италия от Алпите до Сицилия. | “ |

Мнението на доктор Фаусто Пекорари, рентгенолог, интерниран в Бухенвалд, е, че Мафалда умишлено е била оперирана късно, макар и безупречно, за да бъде причинена смъртта ѝ. Методът на преувеличено дългите или забавени операции вече е бил прилаган в Бухенвалд и винаги е бил извършван от СС върху висши личности, от които са искали да се отърват.
Благодарение на намесата на бохемския свещеник на лагера, отец Йозеф Тил, тялото на принцесата не е кремирано, а е поставено в дървен ковчег и е погребано в общ гроб. Като идентификатор са добавени само номерът и надписът„ 262 eine unbekannte Frau“ („262, непозната жена“).
След няколко месеца седем италианци – Корадо Маняни, Антонио Митрано, Еразмо Пашуто, Антонио Руджеро, Апостоло Фуско и Джозуе Авалоне, бивши членове на Кралския флот на Джовани Коларуотоло и всички родом от Гаета, са заловени във военния склад в Пола след 8 септември През 1943 г. те са депортирани във Ваймар, където остават до юли 1945 г., когато са освободени от американците. В близост до лагера им се намира концентрационният лагер Бухенвалд, където научават, че принцеса Мафалда Савойска е била затворничка заедно с евреи и политици. След освобождението моряците от Гаета решават да отидат в Бухенвалд, за да потърсят принцесата и, затворени като нея в нацистките концентрационни лагери, веднага щом се освобождават, те успяват да намерят нейната анонимна гробница сред многото и се постарават да поставят идентификационен камък.
Доктор Фаусто Пекорари веднага след завръщането си в Триест лично отива в Рим, за да види кралския наместник принц Умберто, за да му съобщи тъжната новина за смъртта от убийството на принцеса Мафалда. Принцесата почива днес в малкото Хесенско гробище, в древния град Кронберг им Таунус близо до Франкфурт на Майн.

## Брак и потомство
∞ 23 септември 1925 в Кралския замък в Ракониджи за Филип фон Хесен-Касел (* 6 ноември, 1896, Офенбах на Майн; † 25 октомври 1980, Рим), германски принц, титулярен херцог на Хесен, от когото има трима сина и една дъщеря:
- Мориц Фридрих Карл Емануел Хумберт фон Хесен-Касел (* 6 август 1926, Кралски замък в Ракониджи; † 23 май 2013, Франкфурт на Майн), принц и титулярен ландграф на Хесен (1980 – 2013); ∞ 1 юни 1964 в Кронберг им Таунус за германската принцеса Татяна фон Зайн-Витгенщайн-Берлебург (* 31 юли 1940), развод 1974, от която има двама сина и две дъщери.
- Хайнрих Вилхелм Константин Виктор Франц фон Хесен-Касел (* 30 октомври 1927, Рим; † 18 ноември 1999, Замък „Волфсгартен“, Ланген), принц на Хесен-Касел, художник, сценограф и дизайнер на костюми, неженен и бездетен
- Ото Адолф фон Хесен-Касел (* 3 юни 1937, Рим; † 3 януари 1998, Хановер), принц на Хесен-Касел, археолог, възражда средновековните изследвания в Италия, университетски преподавател в Пиза и Венеция; ∞ 1. 5 април 1965 за Ангела фон Дьоринг (* 12 август 1940), развод 1969, от която няма деца 2. 1988 за чехословачката Елизабет Бьонкер (* 1944, † 2013), развод 1994, от която няма деца
- Елизабета Маргарете фон Хесен-Касел (* 8 октомври 1940, Рим), ∞ 28 февруари 1962 за Фридрих Карл, граф фон Оперсдорф (* 30 януари 1925, † 1985), от когото има двама сина

- Мафалда със синовете ѝ Мориц и Хайнрих
- Мориц Фридрих, 
син
- Хайнрих Вилхелм, 
син

## Филмография за Мафалда Савойска
- През 2002 г. героинята на Мафалда се появява като съзвезда в телевизионния минисериал в два епизода „Мария-Жозе – последната кралица“ (Maria José - L'ultima regina), режисиран от Карло Лицани. В ролята ѝ е актрисата Антонела Понциани.
- През 2005 г. е заснета и продуцирана двусерийна телевизионна драма за живота на принцеса Мафалда, чието заглавие е „Мафалда Савойска: Смелостта на една принцеса“ (Mafalda di Savoia - Il coraggio di una principessa). В ролята ѝ е актрисата Стефания Рока. Филмът е свободно базиран на историческата биография от Кристина Сикарди (Paoline Editoriale Libri, Милано, 1999 – Fabbri Editori-RCS Libri, серия Le grandi biografie, Милано, 2000).[9]
- През 2006 г. е заснет документален филм за италианската тв програма La storia siamo noi, озаглавен „Операция „Абеба“ (Operazione Abeba), режисиран от Джована Корсети, който проследява мистериозната история за отвличането и смъртта на Мафалда в концентрационния лагер Бухенвалд през 1944 г.
- Още един документален филм, посветен на принцеса Мафалда, прави каналът Rai Storia като част от програмата Il giorno e la storia.

## Памет
- В Италия има Община Мафалда (в Провинция Кампобасо), която през 1903 г. приема това име в знак на почит към новородената наследница на Савойския дом.
- В Сицилия има вид хляб – Мафалда, който носи името на принцесата. Характеризира се с грис от твърда пшеница и сусамово семе, може да приема различни форми и е мек със златиста и хрупкава коричка.
- „Мафалди“ са вид паста, характерна за Кампания, някога наричани „богати фетучели“ или „манфреди“. Впоследствие са създадени в чест на раждането на принцеса Мафалда през 1902 г., последвани от по-малките "reginette" („Реджинетки“) или "mafaldine" („Мафалдинки“) – талятели, украсени с изпъкнали ръбове.
- В Галатина в Саленто се прави занаятчийски сладолед, наречен „Мафалда“, базиран на шоколад, който е представен на порции с формата на полумесец, съставен е от трупче, покрито с препечени бадеми, без кора, в правоъгълна форма, замразени и след това нарязани на резени.
- Има супа, посветена на принцеса Мафалда, т. нар. „minestrina alla Mafalda di Savoia“. Рецептата е измислена за нея от семейния готвач Амедео Петини и датира от 1910 г. Съдържа се в книгата „Как да готвим храна за деца, слаби и възстановяващи се от болест (кухня за деликатни стомаси)“, издание на Hoepli.
- Океанският кораб „Принцеса Мафалда“, пуснат на вода през 1908 г. и потопен през 1927 г., е кръстен в нейна чест.
- На 1 януари 1933 г. принцеса Мафалда Савойска получава картата на почетен член на СС Лацио

- В църквата, известна като „Храм на Незнайния интерниран" в Падуа, в левия кораб е издигнат олтар, посветен на принцеса Мафалда, дело на скулптора Вукотич.
- Много италиански градове кръщават улици и площади и издигат мемориали и паметници на Мафалда (Рим, Милано, Генуа, Риволи, Алесандрия, Киавари, Рапало, Борго Сан Далмацо, Адрия, Сасари, Казалнуово ди Наполи, Авелино, Савона и др.).
- Крайбрежната алея в Комо е кръстена на Мафалда. Тук, в градините, с изглед към езерото Комо, тя е запомнена с бронзова статуя, създадена от Масимо Клеричи през 2002 г.
- В Риволи на пл. „Мафалда ди Савоя“ има възпоменателен бронзов бюст със загубена восъчна отливка на принцеса Мафалда Савойска, на която принадлежи площадът на Замъка в Риволи.
- В Рим, на ул. „Лованио“ 13, основно училище е кръстено на нейното име.
- В Рим на ул. „Мафалда ди Савоя“, близо до портата на Вила „Поликсена“, където Мафалда прекарва щастливи моменти със съпруга си Филип фон Хесен и техните деца, има светилище и плоча, посветени на нея.

- В Алесандрия на пл. „Мафалда ди Савоя“ има бронзов бюст, посветен на принцеса Мафалда.
- Почивният дом в Солбиате е кръстен на принцесата, както и родилният павилион в болница Маурициано в Торино
- Писателят Рикардо Бакели пише за нея: „От щастливото начало на века до мрачния фон на огромна историческа трагедия. Мафалда Савойска, оскърбление на зловеща омраза и безпощадна съдба утвърди нея в напрегнатите добродетели на благочестивите и силни кралски жени-предци, кротката сила на духа, нежната доброта на жената, на италианката, на християнката, невинна жертва, осветиха ужасяващия затвор с духовна светлина, ужасният край".
- Шведският писател Аксел Мунте посвещава книгата „Историята на Свети Михаил“ на Мафалда Савойска, смятана за негов шедьовър. Книгата носи името си от неговата вила, сега музей, в Анакапри.
- През 1995 г. в Италия е издадена пощенска марка с нейния портрет
- В Адрия, точно на ул. „Мафалда ди Савоя“, на 20 април 2010 г. на нея е кръстена стела в нейна почит и памет
- В Община Риволи има площад „Мафалда ди Савоя“, където в нейна чест е издигнат бронзов бюст
- На нейно име във Витербо е кръстен градски парк в района Гарбини
- Мафалда Савойска е запомнена в Кралската крипта на базиликата „Суперга“ в Торино чрез кенотаф
- Международната награда за мир „Принцеса Мафалда Савойска-Хесен“ е учредена и се присъжда ежегодно от международната Асоциация „Кралица Елена“ на организации и личности от дванадесет държави (Азербайджан, Белгия, Кабо Верде, Египет, Етиопия, Франция, Италия, Холандия, Съединените щати Кралство, Русия, Швейцария, Унгария)
- Розата „Мафалда ди Савоя“ от клас „Флорибунда“ е посветена на принцеса Мафалда, с гама от розово-лилави и розово-сьомга цветове, повторно цъфтяща роза, с двойно цветче от 17 – 25 венчелистчета